# ワクチンチーム会合
ワクチンチーム会合（ワクチンチームかいごう）は、日本の第2次岸田内閣で内閣に設置された会合である。

## 概要
2021年（令和3年）11月に新型コロナウイルス感染症のワクチン接種を円滑に実施することを目的に、堀内詔子ワクチン接種推進担当大臣ら内閣官房の政務三役を中心に構成され、デジタル庁や総務省などの副大臣ら他省庁を横断したメンバーも参加する「ワクチンチーム会合」を設置。
初会合は2021年11月17日に行われた。

## 開催状況
- 2021年11月17日 第1回
- 2021年11月22日 第2回
- 2021年11月24日 第3回
- 2021年11月25日 第4回
- 2021年11月26日 第5回
- 2021年11月30日 第6回
- 2021年12月1日 第7回
- 2021年12月1日 第8回
- 2021年12月22日 第9回